# جنرال بالجيش (روسيا)
جنرال الجيش (بالروسية: Генера́л а́рмии، بالحروف اللاتينية: General ármii) هو ثاني أعلى رتبة عسكرية في روسيا، تابع فقط للمارشال ورتبه أعلى من عقيد عام. وهو نظير مباشر لرتبة جنرال الجيش في الاتحاد السوفيتي.
في الوقت الحاضر، تعد أيضًا أعلى رتبة في القوات الجوية والمدفعية وقوات الدفاع الجوي والقوات المدرعة والقوات الهندسية وقوات الإشارة، على عكس الاتحاد السوفيتي حيث كان الضباط ذو الرتب المماثلة يطلق عليهم حراس ورؤساء حراس فرع. الرتبة البحرية المقابلة هي أميرال الأسطول.
عند تعيينه وزيراً للدفاع في 7 مايو 1992، كان بافيل غراتشيف أول ضابط يتم ترقيته إلى هذه الرتبة. تمت ترقية فلاديمير ياكوفليف إلى هذه الدرجة أثناء خدمته كقائد لقوات الصواريخ الاستراتيجية (1997-2001).

## شارة الرتبة
منذ عام 2013، أصبحت شارة الرتبة عبارة عن نجمة واحدة كبيرة وشعار الجيش على الأشرطة أستخدمة أيضًا حتى عام 1997، كما هو الحال في القوات المسلحة السوفيتية منذ عام 1974. وبين عامي 1997 و2013، كانت شارة الرتبة عبارة عن أربع نجوم متتالية، كما في الاتحاد السوفييتي من 1943 إلى 1974.
حتى عام 1997 كان الجنرالات يرتدون نجمة المارشال "الصغيرة". ولكن عندما إلغيت رتب المارشال الرئيسي ومارشال الفرع في الاتحاد الروسي في عام 1993، لم يعد هناك سبب لشارة رتبة خاصة للجنرالات. وبموجب المرسوم الرئاسي الصادر في 27 يناير 1997، استعاد الجنرالات أحزمة شبيهة بأحزمة 1943 بأربع نجوم متتالية.

رتبة شارة الجيش العام
زي العرض(1992–97)
زي الخدمة (1994-1997)
زي القوات الجوية (1994–97)
زي الخدمة (2010–13)
زي القوات الجوية (2010–13)
زي العرض (2017 إلى الوقت الحاضر) (اليوسفي طوق)
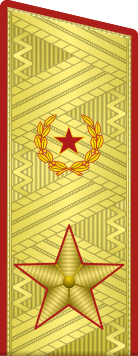
زي العرض (2013-2017) (الياقة المقلوبة)
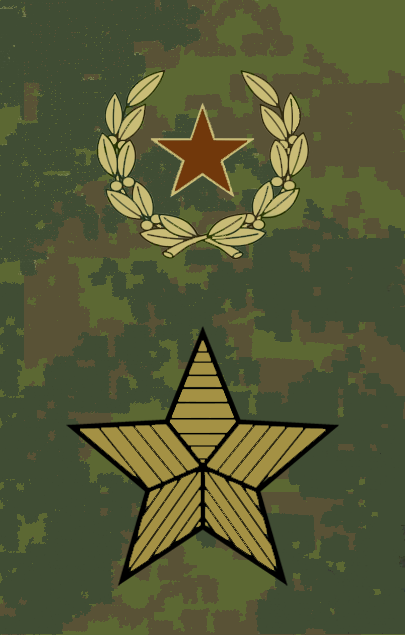
الزي الميداني (2013 إلى الوقت الحاضر)

قائمة جنرالات الجيش الروسي
| اسم                                                                                  | عمر            | تاريخ التعيين  | نشر في وقت التعيين                                     | ترك الخدمة العسكرية     |
| ------------------------------------------------------------------------------------ | -------------- | -------------- | ------------------------------------------------------ | ----------------------- |
| بافيل جراتشيف                                                                        | 1948–2012      | 7 مايو 1992    | النائب الأول لوزير الدفاع                              | 2007                    |
| فيكتور بارانيكوف                                                                     | 1940-1995      | 7 مايو 1992    | وزير الأمن                                             | 1993                    |
| فيكتور دوبينين                                                                       | 1943-1992      | 5 أكتوبر 1992  | رئيس هيئة الأركان العامة للقوات المسلحة للاتحاد الروسي | توفي في الخدمة عام 1992 |
| فيكتور ييرين                                                                         | 1944–2018      | 1 أكتوبر 1993  | وزير الداخلية                                          | 2000                    |
| ميخائيل كولسنيكوف                                                                    | 1939-2007      | 5 مايو 1995    | رئيس الأركان العامة                                    | 2004                    |
| ميخائيل بارسوكوف                                                                     | مواليد 1947    | 9 نوفمبر 1995  | مدير جهاز الأمن الفيدرالي (FSB)                        | 1997                    |
| أناتولي كوليكوف                                                                      | من مواليد 1946 | 9 نوفمبر 1995  | وزير الداخلية                                          | 1998                    |
| أندري نيكولاييف                                                                      | مواليد 1949    | 17 نوفمبر 1995 | مدير خدمة الحدود الفيدرالية                            | 1998                    |
| فيكتور سامسونوف                                                                      | مواليد 1941    | 25 يناير 1996  | رئيس أركان قيادة التعاون العسكري رابطة الدول المستقلة  | 1999                    |
| فلاديمير توبوروف                                                                     | مواليد 1946    | 22 فبراير 1996 | نائب وزير الدفاع                                       | 2002                    |
| بيوتر دينكين                                                                         | 1937–2017      | 13 يونيو 1996  | القائد العام للقوات الجوية الروسية                     | 1998                    |
| فيكتور برودنيكوف                                                                     | 1939–2015      | 13 يونيو 1996  | قائد قوات الدفاع الجوي                                 | 2004                    |
| فلاديمير سيميونوف                                                                    | مواليد 1940    | 13 يونيو 1996  | القائد العام للقوات البرية                             | 2004                    |
| إيجور سيرجييف                                                                        | 1938–2006      | 13 يونيو 1996  | قائد القوات الصاروخية الإستراتيجية                     | 2001                    |
| إيجور روديونوف                                                                       | 1936–2014      | 4 أكتوبر 1996  | وزير الدفاع                                            | 1996                    |
| أناتولي كفاشنين                                                                      | 1946-2022      | 25 نوفمبر 1997 | رئيس الأركان العامة                                    | 2004                    |
| فياتشيسلاف تروبنيكوف                                                                 | 1944-2022      | 22 يناير 1998  | مدير جهاز المخابرات الأجنبية (SVR)                     | 2000                    |
| نيكولاي كوفاليوف                                                                     | 1949–2019      | 23 فبراير 1998 | مدير جهاز الأمن الفيدرالي                              | 1998                    |
| ألكسندر ستاروفويتوف                                                                  | 1940–2021      | 23 فبراير 1998 | مدير الوكالة الفيدرالية للاتصالات والمعلومات الحكومية  | 1999                    |
| فيكتور كازانتسيف                                                                     | 1946–2021      | 21 فبراير 2000 | قائد منطقة شمال القوقاز العسكرية                       | 2000                    |
| أناتولي كورنوكوف                                                                     | 1942–2014      | 21 فبراير 2000 | قائد القوات الجوية                                     | 2002                    |
| فلاديمير ياكوفليف                                                                    | مواليد 1954    | 27 يونيو 2000  | قائد قوات الصواريخ الاستراتيجية                        | 2004                    |
| نيكولاي باتروشيف                                                                     | مواليد 1951    | 11 يونيو 2001  | مدير جهاز الأمن الفيدرالي                              | 2008                    |
| فلاديمير إيساكوف                                                                     | مواليد 1950    | 22 فبراير 2002 | قائد مؤخرة القوات المسلحة الروسية                      | 2008                    |
| ألكسندر كوسوفو                                                                       | مواليد 1941    | 22 فبراير 2002 | نائب وزير الدفاع                                       | 2003                    |
| فياتشيسلاف تيخوميروف                                                                 | 1945–2014      | 6 نوفمبر 2002  | قائد القوات الداخلية                                   | 2004                    |
| فالنتين بوبريشيف                                                                     | مواليد 1945    | 21 فبراير 2003 | قائد منطقة لينينغراد العسكرية                          | 2005                    |
| يوري ياكوبوف                                                                         | مواليد 1946    | 21 فبراير 2003 | قائد منطقة الشرق الأقصى العسكرية                       | 2006                    |
| كونستانين توتسكي                                                                     | مواليد 1950    | 23 فبراير 2003 | مدير دائرة الحدود الفيدرالية                           | 2003                    |
| فلاديمير ماتيوخين                                                                    | مواليد 1945    | 11 مارس 2003   | مدير الوكالة الفيدرالية للاتصالات والمعلومات الحكومية  | 2004                    |
| سيرغي شويغو                                                                          | مواليد 1955    | 7 مايو 2003    | وزير حالات الطوارئ                                     | في الخدمة               |
| نيكولاي أبروسكين                                                                     | مواليد 1951    | 11 يونيو 2003  | رئيس دائرة الإنشاءات الفيدرالية الخاصة                 | 2010                    |
| فالنتين كورابيلنيكوف                                                                 | مواليد 1946    | 11 يونيو 2003  | رئيس مديرية المخابرات الرئيسية (GRU)                   | 2009                    |
| نيكولاي كورميلتسيف                                                                   | مواليد 1946    | 11 يونيو 2003  | قائد القوات البرية                                     | 2004                    |
| فلاديمير بولديريف                                                                    | مواليد 1949    | 12 ديسمبر 2003 | قائد منطقة شمال القوقاز العسكرية                       | 2010                    |
| سيرجي ليبيديف                                                                        | مواليد 1948    | 2003           | مدير جهاز المخابرات الخارجية                           | 2007                    |
| إيفان يفريموف                                                                        | مواليد 1946    | 22 فبراير 2004 | قائد منطقة موسكو العسكرية                              | 2007                    |
| فلاديمير ميخائيلوف                                                                   | مواليد 1943    | 22 فبراير 2004 | قائد القوات الجوية                                     | 2007                    |
| ألكسندر بارانوف                                                                      | مواليد 1946    | 12 يونيو 2004  | قائد منطقة فولجا-الأورال العسكرية                      | 2008                    |
| أليكسي موسكوفسكي \|\| مواليد 1947 \|\| 12 يونيو 2004 \|\| نائب وزير الدفاع \|\| 2007 |                |                |                                                        |                         |
| نيكولاي بانكوف                                                                       | مواليد 1954    | 12 يونيو 2004  | رئيس قسم الموظفين في وزارة الدفاع                      | 2009                    |
| يفغيني موروف                                                                         | مواليد 1945    | 2004           | مدير خدمة الحراسة الاتحادية                            | 2010                    |
| يوري بالوييفسكي                                                                      | مواليد 1947    | 22 فبراير 2005 | رئيس الأركان العامة                                    | 2008                    |
| نيكولاي ماكاروف                                                                      | مواليد 1952    | 8 مايو 2005    | قائد المنطقة العسكرية السيبيرية                        | 2012                    |
| فلاديمير برونيشيف                                                                    | مواليد 1953    | 9 مايو 2005    | مدير دائرة الحدود الفيدرالية                           | 2013                    |
| إيجور بوزانوف                                                                        | مواليد 1947    | 12 ديسمبر 2005 | قائد منطقة لينينغراد العسكرية                          | 2007                    |
| سيرجي سميرنوف                                                                        | مواليد 1950    | ديسمبر 2005    | النائب الأول لمدير جهاز الأمن الفيدرالي                | 2020                    |
| رشيد نورجالييف                                                                       | مواليد 1956    | 27 ديسمبر 2005 | وزير الداخلية                                          | 2012                    |
| أناتولي غريبينيوك                                                                    | مواليد 1955    | 12 يونيو 2006  | رئيس دائرة التجهيز والترتيب بوزارة الدفاع              | 2007                    |
| ألكسندر بيلوسوف                                                                      | مواليد 1952    | 15 ديسمبر 2006 | النائب الأول لوزير الدفاع                              | 2009                    |
| أليكسي ماسلوف                                                                        | مواليد 1953    | 15 ديسمبر 2006 | قائد القوات البرية                                     | 2011                    |
| الكسندر بورتنيكوف                                                                    | مواليد 1951    | ديسمبر 2006    | رئيس قسم الأمن الاقتصادي في جهاز الأمن الفيدرالي       | في الخدمة               |
| أوليغ سيرومولوتوف                                                                    | مواليد 1953    | ديسمبر 2006    | رئيس قسم مكافحة الاستخبارات في جهاز الأمن الفيدرالي    | 2015                    |
| فلاديمير باكين                                                                       | مواليد 1953    | 23 فبراير 2007 | قائد منطقة موسكو العسكرية                              | 2009                    |
| نيكولاي روجوزكين                                                                     | مواليد 1952    | 23 فبراير 2007 | قائد القوات الداخلية                                   | 2014                    |
| فلاديمير بوبوفكين                                                                    | 1957–2014      | 22 فبراير 2009 | رئيس هيئة التسليح بوزارة الدفاع                        | 2011                    |
| نيكولاي كليماشين                                                                     | مواليد 1952    |                | رئيس الدائرة العلمية والفنية بهيئة الاستقرار المالي    | 2010                    |
| ديمتري بولجاكوف                                                                      | مواليد 1954    | 23 فبراير 2011 | نائب وزير الدفاع                                       | في الخدمة               |
| فاليري غيراسيموف                                                                     | مواليد 1955    | 21 فبراير 2013 | رئيس الأركان العامة                                    | في الخدمة               |
| أركادي باخين                                                                         | مواليد 1956    | 21 فبراير 2013 | النائب الأول لوزير الدفاع                              | 2015                    |
| يوري ياكوفليف                                                                        | مواليد 1952    |                | رئيس قسم الأمن الاقتصادي في جهاز الأمن الفيدرالي       | 2016                    |
| فلاديمير كوليشوف                                                                     | مواليد 1957    |                | النائب الأول لمدير جهاز الأمن الفيدرالي                | في الخدمة               |
| فيكتور زولوتوف                                                                       | مواليد 1954    | 10 نوفمبر 2015 | قائد القوات الداخلية                                   | في الخدمة               |
| بافل بوبوف                                                                           | مواليد 1957    | 11 ديسمبر 2015 | نائب وزير الدفاع                                       | في الخدمة               |
| أوليغ ساليوكوف                                                                       | مواليد 1955    | 22 فبراير 2019 | قائد القوات البرية                                     | في الخدمة               |
| ألكسندر دفورنيكوف                                                                    | مواليد 1961    | 23 يونيو 2020  | قائد المنطقة العسكرية الجنوبية                         | في الخدمة               |
| يفجيني نيقولايفيتش زينيتشيف                                                          | 1966–2021      | 21 ديسمبر 2020 | وزير حالات الطوارئ                                     | توفي في الخدمة 2021     |
| دميتري كوشنيف                                                                        | مواليد 1964    | 2020           | مدير خدمة الحماية الفيدرالية                           | في الخدمة               |
| سيرجي كوروليف                                                                        | مواليد 1962    | 2021           | النائب الأول لمدير جهاز الأمن الفيدرالي                | في الخدمة               |
| سيرغي سوروفيكين                                                                      | مواليد 1966    | 16 أغسطس 2021  | القائد العام للقوات الجوية                             | 2023                    |
| فيكتور جافريلوف                                                                      | مواليد 1961    |                | رئيس قسم الأمن الاقتصادي في FSB                        | في الخدمة               |